# Schöne Maid
'Schöne Maid' est un cultivar de rosier obtenu en 2005 par Hans Jürgen Evers pour la maison allemande Tantau et introduit au commerce en 2014. C'est un grand succès international de ces dernières années qui fait partie de sa gamme Nostalgie. Il rend hommage à la chanson composée en 1971 de Tony Marshall Schöne Maid (ce qui signifie « belle jeune fille ») et il lui est dédié par lui en 2013 à Baden-Baden, ville dont il est citoyen d'honneur.

## Description

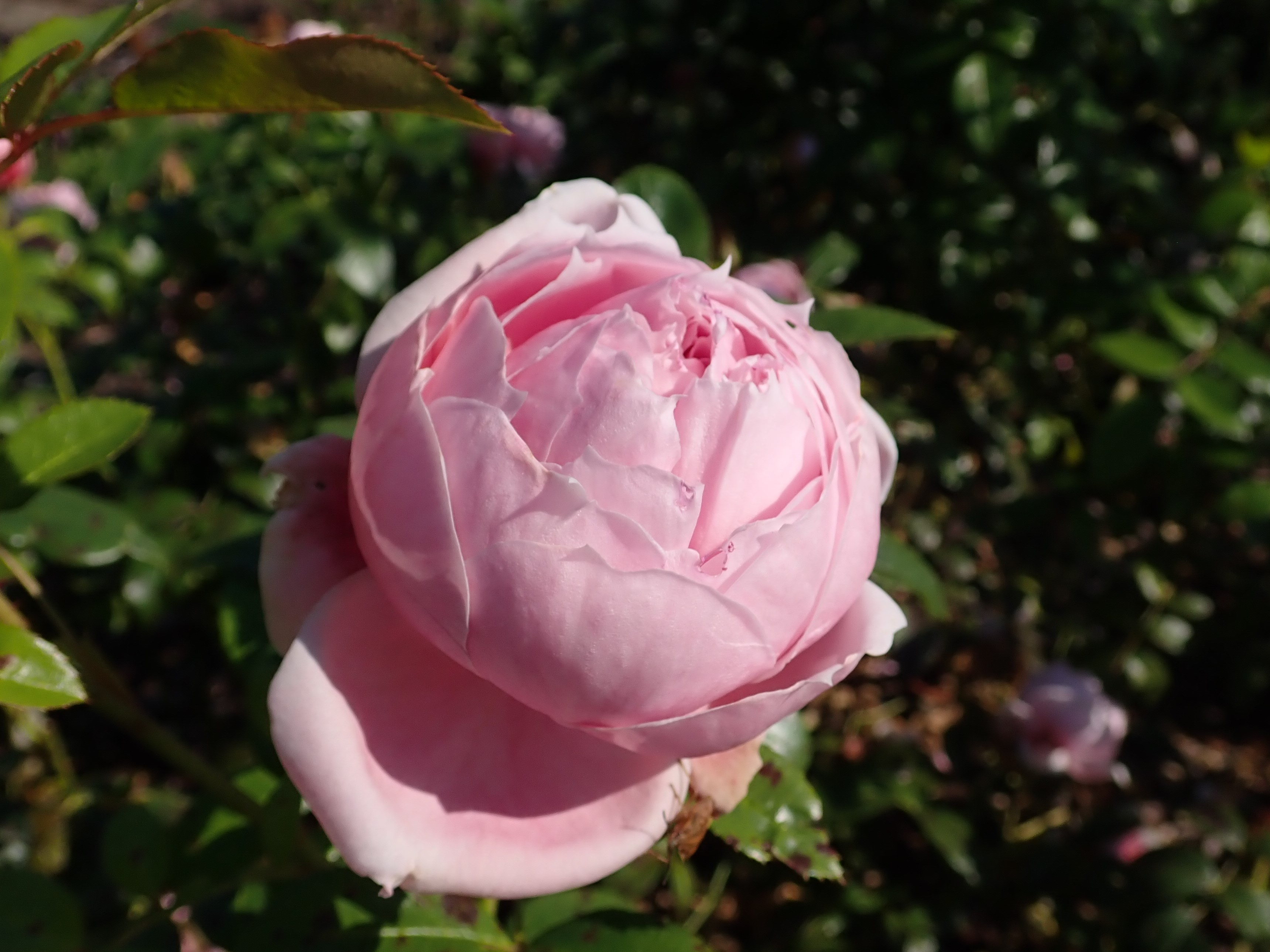
Rose non éclose au jardin botanique de Varsovie-Powsin.

Le buisson touffu de 'Schöne Maid', au feuillage vert moyen, peut s'élever jusqu'à 100 cm pour une largeur de 60 cm. Ses boutons ovales sont rouges. Ses roses rappelant les roses anciennes sont grosses (10-12 cm), de couleur rose frais à rose nacré. Elles sont très doubles, globulaires, en forme de coupe avec un œil vert. Elles exhalent un fort parfum fruité. La floraison est remontante et plutôt précoce et la deuxième remontée est généreuse. Cette rose a besoin d'un sol riche en nutriments et d'un bon soleil matinal. Elle est fort résistante aux maladies du rosier et supporte des températures hivernales aux alentours de -20° C.
Cette variété est excellente pour les jardins romantiques et aussi pour les fleurs en vase.

## Récompenses
- Prix du parfum, Baden-Baden, 2013
- Meilleure rose parfumée et meilleure rose de jardin, La Tacita (Italie), 2013
- Meilleure rose parfumée, Tokyo, 2013
- Médaille d'argent, Tokyo, 2013
- Meilleur hybride de thé, Genève, 2013